# Twarz księżyca
Twarz księżyca – trylogia Teodora Parnickiego wydana w latach 1961 i 1967.  
Trylogia jest kontynuacją książki Teodora Parnickiego: "Aecjusz, ostatni Rzymianin", wiąże się też tematycznie z późniejszą "Śmiercią Aecjusza". Cykl dotyczy związków i wzajemnego przenikania się kultur Bliskiego Wschodu zwłaszcza Bizancjum. Jego akcja rozgrywa się w okresie schyłku cesarstwa rzymskiego, w którym rozwija się chrześcijaństwo.

## Układ
- Powieść z wieków III–IV (t. 1, wyd. 1961),
- Opowieść bizantyńska z roku 450 (t. 2, wyd. 1961),
- Twarz księżyca (t. 3, wyd. 1967).

Tytuł trylogii został zaczerpnięty z Marii Stuart Słowackiego: Dziecko! Chciałby z wody dostać twarz księżyca.
Z cyklem poprzez osoby bohaterów drugiej części łączy się też Śmierć Aecjusza (1966)

## Powstawanie cyklu
W lutym 1947 Parnicki planował napisanie trylogii, która byłaby dalszym ciągiem Aecjusza.  
- Pierwsza jej część miała być poświęcona walce teologicznej diofizytów z monofizytami, tak zwanemu soborowi zbójeckiemu w Efezie, walce stronnictw cyrkowych w Konstantynopolu i intrydze mającej na celu odwrócenie niebezpieczeństwa najazdu Hunów na Cesarstwo Wschodnie i skierowanie najeźdźców na zachód przeciw Aecjuszowi. Akcja miała się rozgrywać w latach 449-450.
- Druga część miała opisywać najazdy Attyli na Zachód, kampanię Aecjusza w obronie Galii i słynną bitwę na Polach Katalońskich, najazd Attyli na Italię i jego śmierć. Akcja miała się rozgrywać w latach 451-453.
- Trzecia część miała się skupiać na śmierci Aecjusza i upadku cesarza Walentyniana, najeździe Wandalów i uratowaniu Rzymu przez papieża Leona Wielkiego[1].

Na przełomie 1948 i 1949 zabrał się do pracy nad pierwszą z nich, ale ją porzucił. Ponownie zajął się, jak ją wówczas nazywał roboczo powieścią bizantyńską z 450 roku po ukończeniu Końca „Zgody Narodów”, w drugiej połowie 1955. Pisał ją z przerwami, a czasem równocześnie z innymi powieściami, do początków roku 1960, kiedy przerzucił się na pisanie powieści z czasów Konstantyna Wielkiego, zatytułowanej Twarz księżyca. Powieść miała być wtedy dopełnieniem treści właśnie wydanych Końca „Zgody Narodów” i Słowa i ciała, jako zamknięcie trylogii Światy mieszańców. Pracę nad nią Parnicki ukończył w czerwcu 1960. I wówczas powrócił do pracy nad powieścią bizantyńską, którą już wówczas traktował jako kontynuację Twarzy księżyca. Powieść ukończył w marcu 1961. Obydwa tomy trylogii ukazały się w 1961 roku. Jeszcze pod koniec 1961 zawarł umowę z wydawnictwem na trzeci tom cyklu, nad którym pracował jeszcze w 1962, po czym pisania zaniechał. Na przełomie 1965 i 1966, w czasie pobytu w Polsce napisał Śmierć Aecjusza, będącą realizacją planu z 1947, jednak nie włączył jej do cyklu. Skłoniło go to, po powrocie do Meksyku, do podjęcia w lipcu 1966 pracy nad trzecim tomem Twarzy księżyca. Jej pierwszą część ukończył w listopadzie, a drugą w grudniu 1966. Powieść ukazała się w roku następnym w Pax-ie.

## Treść
W pierwszym tomie Mitroania, córka króla Chorezmii, niewolnica, a potem żona pasterza z rzymskiej prowincji, którego synowie zostali cesarzami, tworzy legendę własną i swojego rodu. Opowiada prawnuczce Minerwinie dzieje swojego życia, w kolejnych odsłonach, dostosowanych do zmieniającego się wieku słuchaczki. Jej celem jest nie tyle utrwalenie prawdy o minionych zdarzeniach, ile utwierdzenie wielkości rodu. Do przekazu Mitroanii zostaje załączony zapis jej majaczeń, które stają się przedmiotem gorących sporów jej potomków w drugim tomie trylogii.
Mit rodowy stworzony przez Mitroanię jest już w drugim tomie samoczynnie funkcjonującą siłą. Tajemnica Przeciwziemi i Pierwoziemi, życia pozagrobowego i porozumiewania się ludzi z bogami, przekazana prawnukom staje się motorem ich działań i myśli i wzbogaca się o ich zapisy. Pasjonują się jej wyjaśnianiem, podporządkowując jej zgłębianiu całe swoje życie. Za ustrzeżenie jej przed obcymi płacą bez wahania śmiercią cudzą i własną.
W trzeciej części trylogii tradycja rodu staje się martwa. Wszyscy zdają sobie sprawę, że przestała być siłą inspirującą i twórczą. Są świadomi tego, jak wątpliwa jest prawdziwość wielu jej elementów, dotyczących tajemnic Pierwoziemi i nie mają zamiaru przejmować się nią bardziej niż jest tego warta. Żyje jednak ród stworzony przez tę tradycję i trzeba nadać jego istnieniu jakiś nowy sens.